# Campeonato de Segunda División 1911 (Argentina)
El Campeonato de Segunda División 1911 fue el décimo tercero campeonato de la Segunda División. También fue el primero como tercera categoría del fútbol argentino, al ser desplazado por la División Intermedia, nuevo certamen que pasaba a ocupar la segunda categoría.
Los nuevos participantes fueron: Argentinos Juniors, que presentó dos equipos, General Belgrano de La Plata y Villa Lugano, promovidos de la Tercera División; Cámara Mercantil, Hispano Argentino, Independiente de La Plata, Juventud del Tigre, Libertarios Unidos, Merton, Universitarios y Villa Soldati, afiliados. También se incorporaron seis equipos de clubes de la División Intermedia.
El certamen consagró campeón al segundo equipo de Riachuelo, tras vencer por 2 a 0 a Olivos en la final. Los finalistas y el semifinalista Platense obtuvieron los ascensos como ganadores de sus secciones.

## Ascensos y descensos
| Pos. | Ascendidos a Primera División 1911 |
| ---- | ---------------------------------- |
| 1.°  | Racing                             |

| Promovidos a División Intermedia 1911 |
| ------------------------------------- |
| Banfield                              |
| Boca Juniors                          |
| Comercio                              |
| Estudiantes de La Plata               |
| Estudiantil Porteño                   |
| Ferro Carril Oeste                    |
| Independiente                         |
| Kimberley                             |
| Nacional                              |

| Promovidos de Tercera División 1910 |
| ----------------------------------- |
| Argentinos Juniors                  |
| Argentinos Juniors II               |
| General Belgrano de La Plata        |
| Villa Lugano                        |

| Incorporados            |
| ----------------------- |
| Argentino de Quilmes II |
| Banfield II             |
| Comercio II             |
| Estudiantil Porteño II  |
| Kimberley II            |
| Riachuelo II            |

| Afiliados                 |
| ------------------------- |
| Cámara Mercantil          |
| Hispano Argentino         |
| Independiente de La Plata |
| Juventud del Tigre        |
| Libertarios Unidos        |
| Merton                    |
| Universitarios            |
| Villa Soldati             |

| Incorporados al Torneo de Reservas |
| ---------------------------------- |
| Racing II                          |

| Relegados a Tercera División 1911 |
| --------------------------------- |
| Talleres United                   |
| Desafiliados                      |
| Criollos                          |
| Flores                            |
| Florida                           |
| Gimnasia y Esgrima (Mdes.)        |
| Junin                             |
| Nottingham Forest                 |
| Reformer                          |
| Southern Rangers                  |
| Victoria                          |

El número de participantes se redujo a 33.

## Sistema de disputa
Los participantes se dividieron en 3 secciones de 11 equipos cada una, cada sección se disputó a dos ruedas bajo el sistema de todos contra todos. El ganador de cada sección accedió a la fase final y ascendió a División Intermedia.
Fase final
Los participantes se enfrentaron a eliminación directa a único partido, el ganador se consagró campeón.

## Equipos participantes
| Equipo                       | Ciudad               |
| ---------------------------- | -------------------- |
| Argentina                    | Buenos Aires         |
| Argentino                    | Buenos Aires         |
| Argentino de Quilmes II      | Quilmes              |
| Argentinos Juniors           | Buenos Aires         |
| Argentinos Juniors II        | Buenos Aires         |
| Atlanta                      | Buenos Aires         |
| Banfield II                  | Banfield             |
| Bernal                       | Bernal               |
| Comercio                     | Buenos Aires         |
| Estudiantil Porteño II       | Buenos Aires         |
| Ferro Carril Oeste II        | Buenos Aires         |
| Ferrocarril Sud              | Remedios de Escalada |
| General Belgrano de La Plata | La Plata             |
| General Urquiza              | Buenos Aires         |
| Hispano Argentino            | Buenos Aires         |
| Independiente II             | Avellaneda           |
| Independiente de La Plata    | La Plata             |
| Instituto Americano          | Adrogué              |
| Juventud del Tigre           | Tigre                |
| Kimberley                    | Buenos Aires         |
| La Plata                     | La Plata             |
| Libertarios Unidos           | Buenos Aires         |
| Olivos                       | Olivos               |
| Platense                     | Buenos Aires         |
| Riachuelo                    | Buenos Aires         |
| Riachuelo II                 | Buenos Aires         |
| Royal                        | Quilmes              |
| San Fernando                 | San Fernando         |
| Universitarios               | Buenos Aires         |
| Villa Lugano                 | Buenos Aires         |
| Villa Soldati                | Buenos Aires         |

### Renuncias
| Equipo           | Ciudad     |
| ---------------- | ---------- |
| Camara Mercantil | Lanús      |
| Merton           | Avellaneda |

## Clasificación

### Sección A
| Pos. | Equipo                    | Pts. | J | G | E | P |
| ---- | ------------------------- | ---- | - | - | - | - |
| 1.°  | Riachuelo II              | 6    | 3 | 3 | 0 | 0 |
| —    | Argentinos Juniors II     | 4    | 3 | 2 | 0 | 1 |
| —    | Comercio II               | 0    | 1 | 0 | 0 | 1 |
| —    | Independiente II          | —    |   |   |   |   |
| —    | Independiente de La Plata | 5    | 4 | 2 | 1 | 1 |
| —    | Instituto Americano       | 1    | 1 | 0 | 1 | 0 |
| —    | La Plata JC               | 4    | 4 | 1 | 2 | 1 |
| —    | San Fernando              | 0    | 1 | 0 | 0 | 1 |
| —    | Sportiva de Lomas         | —    |   |   |   |   |
| —    | Villa Lugano              | 0    | 1 | 0 | 0 | 1 |
| —    | Villa Soldati             | —    |   |   |   |   |

|  | Clasificado a la fase final. Ascendió a División Intermedia. |

### Sección B
| Pos. | Equipo                       | Pts. | J  | G  | E | P  |
| ---- | ---------------------------- | ---- | -- | -- | - | -- |
| 1.°  | Platense                     | 32   | 18 | 16 | 0 | 2  |
| —    | Atlanta                      | 11   | 8  | 5  | 1 | 2  |
| —    | Banfield II                  | 3    | 4  | 1  | 1 | 2  |
| —    | Bernal                       | 2    | 5  | 1  | 0 | 4  |
| —    | Ferrocarril Gran Sud         | 2    | 3  | 1  | 0 | 2  |
| —    | Ferro Carril Oeste II        | 8    | 5  | 4  | 0 | 1  |
| —    | Libertarios Unidos           | 6    | 6  | 3  | 0 | 3  |
| 8.°  | General Belgrano de La Plata | 12   | 18 | 6  | 0 | 12 |
| —    | Royal                        | 2    | 4  | 1  | 0 | 3  |
| —    | Universitarios               | 0    | 3  | 0  | 0 | 3  |

|  | Clasificado a la fase final. Ascendió a División Intermedia. |

#### Resultados
| 7 de mayo | Atlanta | 2:1     | Platense |  |  |
|           |         | Reporte |          |  |  |

|  | Banfield II | 0:10    | Platense |  |  |
|  |             | Reporte |          |  |  |

|                           | Platense | vs.     | Atlanta |  |  |
|                           |          | Reporte |         |  |  |
| Platense ganó los puntos. |          |         |         |  |  |

### Sección C
| Pos. | Equipo                  | Pts. | J  | G  | E | P  |
| ---- | ----------------------- | ---- | -- | -- | - | -- |
| 1.°  | Olivos                  | 9    | 5  | 4  | 1 | 0  |
| —    | Argentino (N)           | —    |    |    |   |    |
| —    | Argentino de Quilmes II | 2    | 12 | 1  | 0 | 11 |
| —    | Argentinos Juniors      | 15   | 17 | 6  | 3 | 8  |
| —    | Estudiantil Porteño II  | 5    | 4  | 2  | 1 | 1  |
| —    | General Urquiza         | 2    | 3  | 1  | 0 | 2  |
| —    | Hispano Argentino       | 8    | 6  | 4  | 0 | 2  |
| —    | Juventud del Tigre      | 24   | 18 | 11 | 2 | 5  |
| —    | Kimberley II            | 2    | 7  | 1  | 0 | 6  |
| —    | Riachuelo               | 5    | 5  | 2  | 1 | 2  |

|  | Clasificado a la fase final. Ascendió a División Intermedia. |

## Fase final

### Cuadro de desarrollo
|  | Semifinales  | Semifinales |        |              | Final | Final |  |
|  |              |             |        |              |       |       |  |
|  |              |             |        |              |       |       |  |
|  | Riachuelo II | 2           |        |              |       |       |  |
|  | Riachuelo II | 2           |        |              |       |       |  |
|  | Platense     | 1           |        |              |       |       |  |
|  | Platense     | 1           |        | Riachuelo II | 2     |       |  |
|  |              |             |        | Riachuelo II | 2     |       |  |
|  |              |             | Olivos | 0            |       |       |  |
|  |              |             | Olivos | 0            |       |       |  |
|  |              |             |        |              |       |       |  |
|  |              |             |        |              |       |       |  |
|  |              |             |        |              |       |       |  |
|  |              |             |        |              |       |       |  |

### Semifinales
| 3 de diciembre de 1911 | Riachuelo (II) | 2:1 | Platense | cancha de Estudiantil Porteño, Ituzaingó |  |

### Final
| 25 de diciembre de 1911 | Riachuelo (II)  | 2:0 | Olivos | Estadio de Racing, Avellaneda |  |
|                         | Sevessi · Oñate |     |        |                               |  |

|                                    |
|                                    |
| Campeón Riachuelo (II) 1.er título |

## Copa Campeonato
La Copa Campeonato de Segunda División fue disputada por el ganador del Campeonato de Segunda División y por el ganador del Torneo de Reservas de la Primera División.
| 31 de diciembre de 1911 | Riachuelo (II) | 1:0 | River Plate (II) | Estadio de Racing, Avellaneda |  |
|                         | Domínguez      |     |                  |                               |  |

|                                    |
|                                    |
| Campeón Riachuelo (II) 1.er título |